# Краеугольный камень

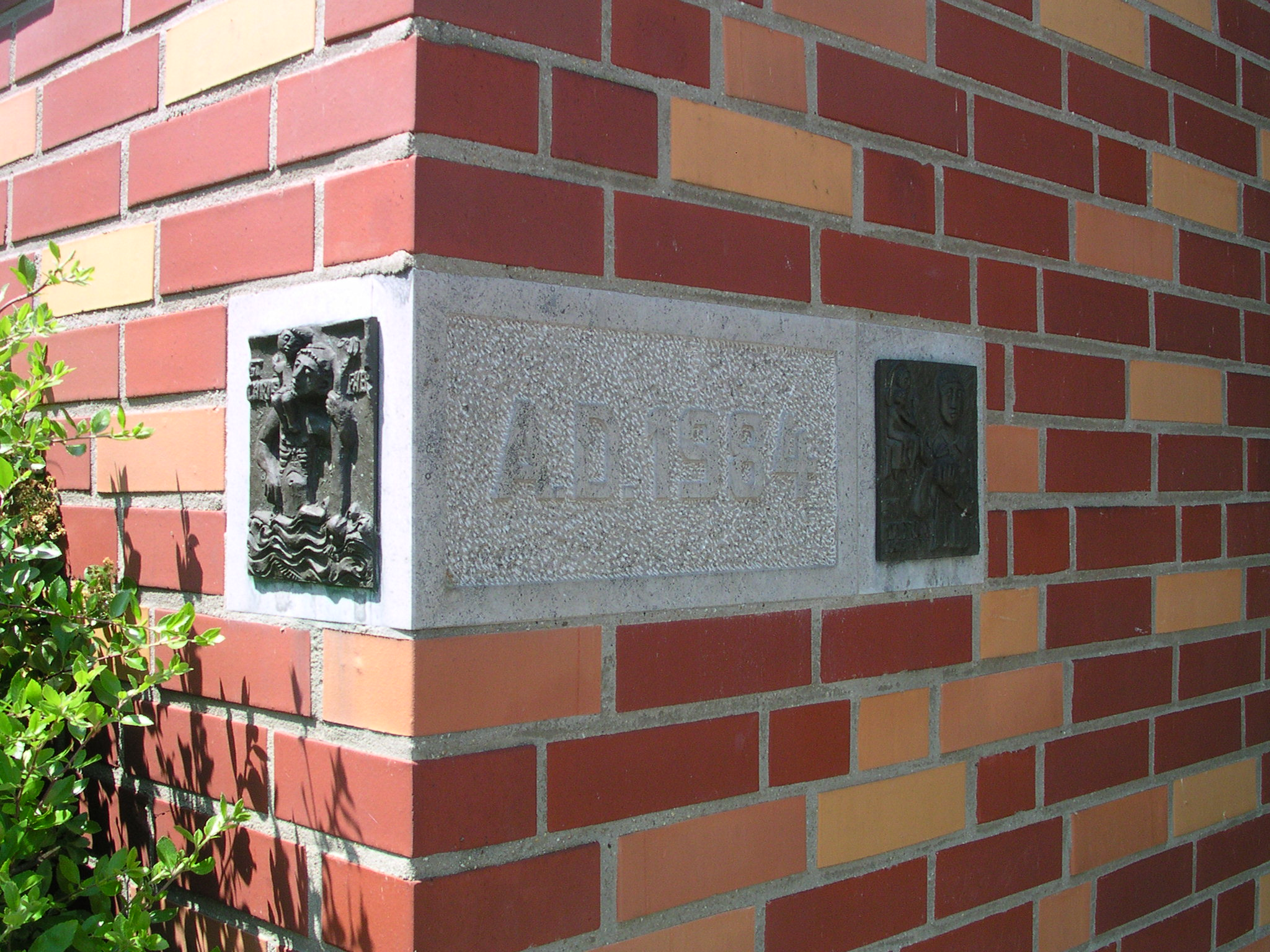
Храм святого Бонифация, Ахен

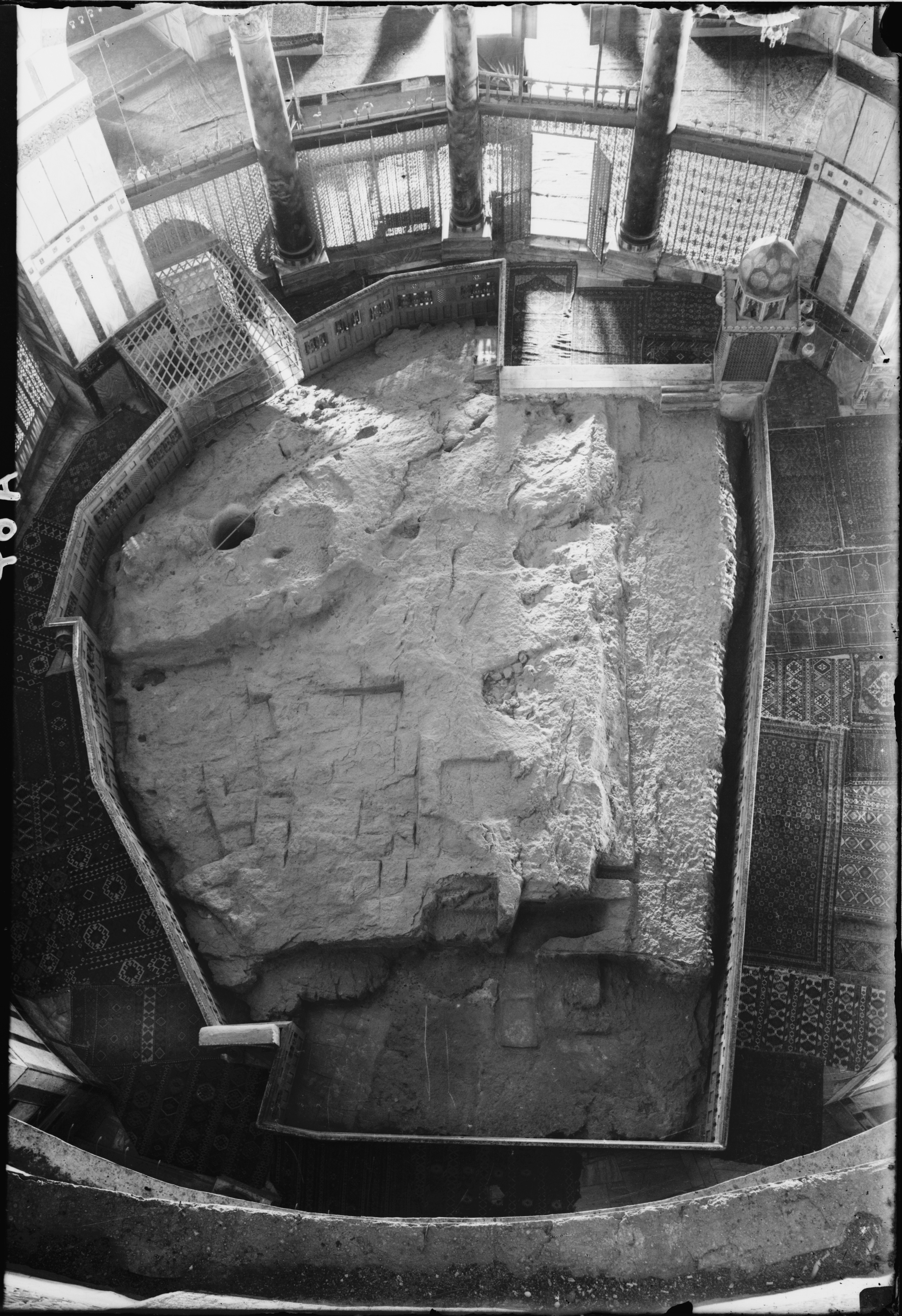
Камень Основания в Куполе Скалы на Храмовой горе в Иерусалиме

Краеуго́льный ка́мень — первый камень, который кладут в основание строения. Принимает на себя основную тяжесть и определяет расположение здания. В настоящее время — понятие, обозначающее основу, начало, суть чего-либо. Широкое распространение получило благодаря Библии, где в основном использовалось как метафора.
Согласно иудейским преданиям, в святая святых храма Соломона находилась скала, считающаяся краеугольным камнем мироздания.
В последнее время «краеугольным» также стали называть торжественно устанавливаемый на видном месте здания камень с указанием даты строительства и имени архитектора, строителя и иных причастных лиц. Ритуал закладки краеугольного камня стал важной и неотъемлемой частью западной культуры. В некоторые камни закладывают капсулы с посланиями потомкам.

## Современная практика
Обычно для торжественной закладки краеугольного камня, условно означающей начало строительства, приглашают видных общественных и культурных деятелей, крупных предпринимателей, представителей духовенства. Приглашённых могут попросить принять участие и в самой укладке камня, иногда с использованием специально изготовленных для этого инструментов (молотка, кельмы, шпателя). Обычно на камне указываются фамилии почётных гостей, участвовавших в торжестве.
Бывает, что в особо заготовленных полостях краеугольного камня укладывают предметы, соответствующие времени (газеты, монеты с годом строительства и другое).

## В Библии
В Библии упоминаются и «краеугольный камень», и «камень во главе угла»:
- В Новом Завете[2] Иисус Христос, ссылаясь на стих из Псалтири «Камень, который отвергли строители, соделался главою угла» (Пс. 117:22), говорит о Себе, как об отверженном строителями камне, положенном потом во главу угла.
- Апостол Пётр цитирует стих из книги пророка Исаии: «Посему так говорит Господь Бог: вот, Я полагаю в основание на Сионе камень, камень испытанный, краеугольный, драгоценный, крепко утвержденный: верующий в него не постыдится» (Ис. 28:16) и заключает: «Итак Он для вас, верующих, драгоценность, а для неверующих камень, который отвергли строители, но который сделался главою угла, камень претыкания и камень соблазна, о который они претыкаются, не покоряясь слову, на что они и оставлены» (1Петр. 2:6—8).